# Nikolaj Gerasimovič Kuznecov
Nikolaj Gerasimovič Kuznecov (in russo Николай Герасимович Кузнецов?; Medvedeki, 24 luglio 1904 – Mosca, 6 dicembre 1974) è stato un ammiraglio e politico sovietico, eroe dell'Unione Sovietica.
Ufficiale energico e capace, dimostrò ottime doti di comando guidando la Marina sovietica durante la seconda guerra mondiale e raggiunse il massimo grado di ammiraglio della flotta. Destituito per due volte dal suo incarico, nel 1948 da Iosif Stalin e nel 1955 da Nikita Chruščёv, è stato successivamente riabilitato e viene considerato uno dei più abili marinai della storia russa.

## Biografia
Nato nel villaggio di Medvedeki nell'oblast' di Arcangelo, entrato nella Marina sovietica nel 1920, nel corso degli anni trenta è stato imbarcato prima in qualità di ufficiale sull'incrociatore Krasnyj Kavkaz e poi al comando dell'incrociatore Červona Ukraina, due unità della classe Admiral Nachimov. Durante la guerra civile spagnola venne inviato come addetto navale sovietico presso la Repubblica Spagnola.
Il 28 aprile 1939 venne nominato commissario del popolo per la marina e comandante in capo di tutte le forze navali sovietiche e dopo essersi distinto nel corso della seconda guerra mondiale nel 1944 ebbe personalmente da Stalin il grado di ammiraglio della flotta, grado istituito nel 1940 ed equiparato nel 1945 a quello di maresciallo dell'Unione Sovietica, e venne nominato comandante in capo della Marina Sovietica.
Dopo la guerra, caduto in disgrazia presso Stalin, il 3 febbraio 1948, fu privato del comando della flotta e degradato al grado di contrammiraglio.
Nel 1950 fu parzialmente riabilitato con una nuova promozione e con il comando della Flotta del Pacifico e dopo la morte di Stalin, l'11 maggio 1953 fu riabilitato totalmente recuperando il grado ed il comando della flotta; nel 1955 ebbe il grado di ammiraglio della flotta dell'Unione Sovietica, grado istituito dal Consiglio dei ministri dell'Unione Sovietica il 3 marzo 1955 che sostituiva quello di ammiraglio della flotta.
Nello stesso anno, l'affondamento della corazzata Novorossijsk avvenuto a Sebastopoli nella notte tra il 28 e il 29 ottobre 1955, per un'esplosione le cui cause non sono mai state del tutto chiarite, fu usato come pretesto dal ministro della difesa Žukov per la sua rimozione, avvenuta l'8 dicembre 1955; nel febbraio 1956 fu degradato a viceammiraglio e rimosso permanentemente dal servizio attivo.
Nel corso degli anni sessanta, dopo la scomparsa dalla scena politica e militare di Chruščëv e di Žukov vari veterani di guerra fecero svariati appelli per una sua riabilitazione, che andarono a vuoto.
Solo nel 1988, 33 anni dopo l'affondamento e 14 anni dopo la sua morte, ebbe una riabilitazione postuma da parte del Praesidium dell' Unione Sovietica.
La Marina Russa gli ha reso onore intitolando alla sua memoria l'unica portaerei della flotta, l''Admiral flota Sovetskogo Sojuza Kuznecov.

## Onorificenze e medaglie
L'ammiraglio Kuznecov fu uno dei militari sovietici più decorati in assoluto. Di seguito alcune onorificenze sovietiche e di altri paesi.

### Onorificenze di Stati esteri

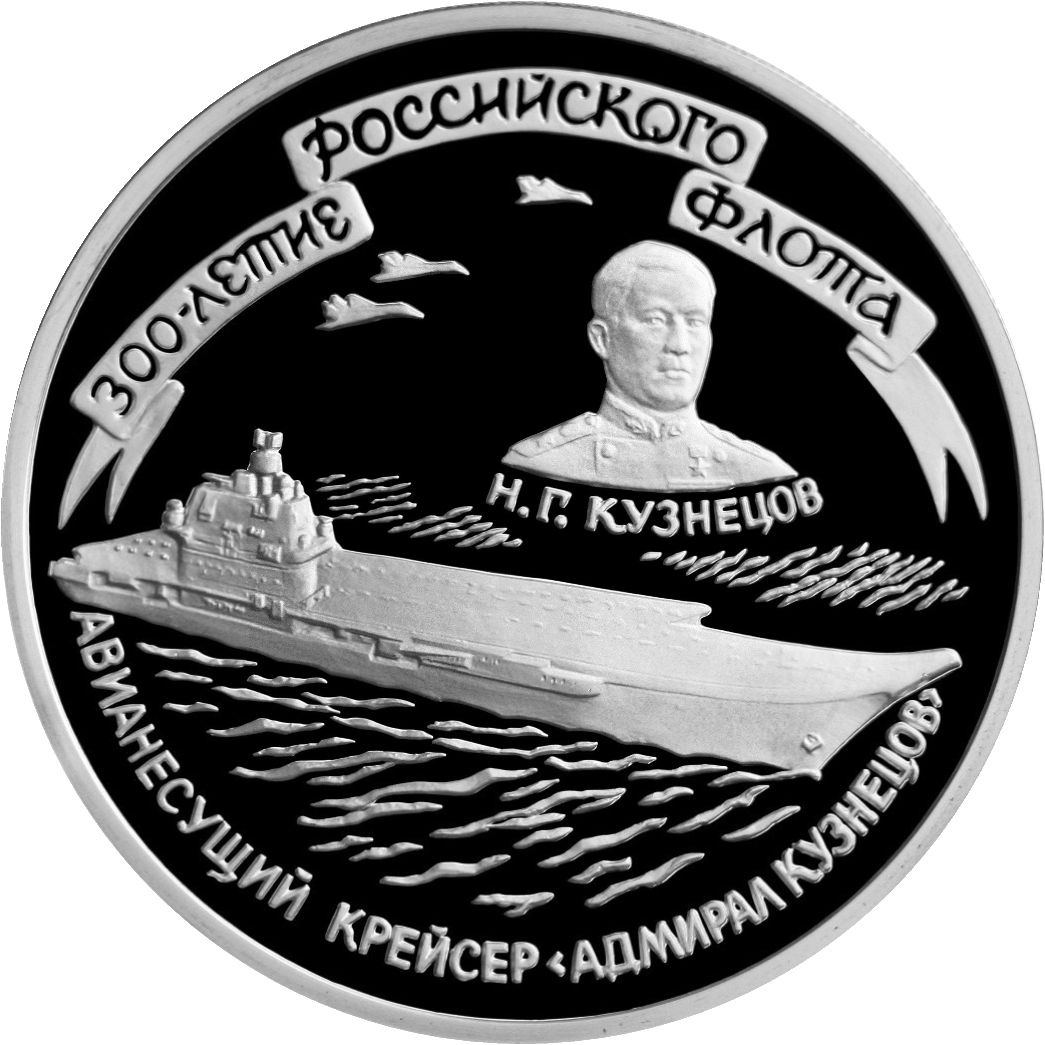
Medaglietta per i 300 anni della marina recante la portaerei Kuznecov